# Alb-
Alb- sau alb (în rusește: бело-), este un prefix sau un atribut care a fost folosit de bolșevici pentru a desemna inamicii reali sau imaginari de toate felurile, prin analogie cu Armata Albă:
- Alb-gardist (белогвардеец): un membru al Gărzii Albe. Membrii Mișcării albe nu și-au spus niciodată „alb-gardiști". Alb-gardiștii erau denumiți de către oponenții lor simplu „albi" ('белые', 'беляки').
- Emigrant alb (белоэмигрант): orice cetățean al Rusiei Țariste care a pătrăsit țara pe durata revoluției din 1917 sau pe durata războiului civil (1917 – 1922). Emigranții albi erau priviți ca o amenințare pentru statul sovietic, o sursă de spioni și complotiști contrarevoluționari.
- Polonez alb (белополяк): un termen care a apărut pe durata războiului polono-sovietic și a repărut în timpul luptelor pentru anexarea răsăritului Poloniei în timpul celui de-al doilea război mondial.
- Finlandez alb (белофинн): termen introdus pe durata încercării eșuate de inițiere a unei revoluții în Finlanda în 1917 – 1918, iar mai apoi reintrodus ca parte a propagandei legată de pregătirea Războiului de iarnă împotriva Finlandei.
- Chinez alb (белокитаец): un termen care denumea forțele chineze care au luptat alături de Armata Albă în Siberia și în Orientul Îndepărtat Sovietic, sau cele care au luptat împotriva comuniștilor chinezi în timpul Războiului civil chinez ca forțe anticomuniste.
- Cehi albi (белочехи): membri ai Legiunii Cehe.
- Cazac alb (белоказаки): militar cazac care a luptat împotriva bolșevicilor în Războiul civil rus.

Acești termeni erau folositi pentru a-i distinge pe cei „răi (albi)” prin contrast cu „cei buni (roșii, prosovietici, bolșevici, revoluționari)”. Avea de cele mai multe ori o conotație peiorativă.
Adăugarea prefixului sau atributului „alb” în actele celor urmăriți și întemnițati în Uniunea Sovietică atrăgea automat aplicarea prevedrilor articolului 58 al Codului Penal sovietic.